# 岡山市立岡山中央小学校
岡山市立岡山中央小学校（おかやましりつ おかやまちゅうおうしょうがっこう）は、岡山県岡山市北区弓之町にある公立小学校。

## 概要
学校がある場所は、江戸時代の初めにつくられた侍町で、岡山城の北西にあり弓衆の屋敷があったことから弓之町の名が残っている
。西日本旅客鉄道（JR西日本）岡山駅からは、北東に徒歩約20分(1.5キロメートル)の市街地にあり、県立美術館、岡山地方裁判所、県立博物館、後楽園も近い。開校は古く、1872年 (明治5年)にさかのぼるが2001年 (平成13年) まで統合を繰り返した。少子化と市内中心部の人口空洞化などにより児童数が減少したため、2005年 (平成17年) には1校に統合された。目の教室、聞こえの教室、和室の日本語教室、知的障害者のためのひまわり学級の特別学級がある。屋根にソーラーパネルを設置して周辺を緑化するなど、環境問題にも取り組んでいる。

## 沿革
- 1872年 (明治5年) - 第一学問所を開校。
- 1872年 (明治5年) - 第二学問所を開校。
- 1877年 (明治10年) - 第二学問所を弘西小学校に校名を改称。
- 1887年 (明治20年) - 岡山区高等岡山小学校を開校。
- 1893年 (明治26年) - 第一学問所は深柢尋常小学校に校名を改称。
- 1908年 (明治41年) - 岡山区高等岡山小学校を内山下尋常高等小学校と校名を改称。
- 1923年 (大正12年) - 南方尋常小学校として弘西小学校より分離開校。
- 1947年 (昭和22年) - 弘西小学校を南方小学校と校名を改称。
- 2001年 (平成13年) 4月1日 - 市立内山下小学校と市立深柢小学校を統合して、岡山市立岡山中央南小学校と改称。深柢小学校校舎をそのまま利用。
- 2001年 (平成13年) 4月1日 - 市立弘西小学校と市立南方小学校を統合して、岡山市立岡山中央北小学校と改称。旧南方小学校校舎をそのまま利用。
- 2005年 (平成17年) 4月1日 - 市立岡山中央南小学校と市立岡山中央北小学校を統合して、岡山市立岡山中央小学校と改称。旧弘西小学校の跡地に校舎を新築。
- 2014年 (平成26年) 11月 - 創立10周年記念式典。

## 教育目標
愛、学び、喜び

## 設備
エレベーターや自動ドアなどの設備にユニバーサルデザインを採用し、車いす用トイレや点字ブロックを整備してバリアフリーを図っている。オープンスペースを取り入れた普通科教室は、廊下と教室に境目がなく床表面仕上げ材に木材を用いている。校庭は狭く、冬季は屋根付きプールを底上げすることで第二の体育館として利用している。屋上の畑でジャガイモなどを、池ではフナやメダカなどを飼育している。

## 通学区域
出典
すべて岡山市北区
- 石関町
- 出石町一丁目・二丁目
- 岩田町
- 内山下一丁目・二丁目
- 表町一丁目・二丁目・三丁目
- 京橋町
- 京橋南町1番5号〜21号、2番
- 後楽園
- 国体町
- 田町一丁目・二丁目
- 中央町
- 天神町
- 磨屋町
- 富田町一丁目・二丁目

- 中山下一丁目・二丁目
- 野田屋町一丁目・二丁目
- 蕃山町
- 番町一丁目・二丁目
- 広瀬町
- 兵団
- 平和町
- 奉還町一丁目5番9号〜18号、6番〜13番、奉還町二丁目16番1号、8号〜17号、17番20号、18番、19番
- 丸の内一丁目・二丁目
- 南方一丁目〜三丁目・五丁目、南方四丁目1〜10番
- 弓之町

（鹿田小学校との調整区）
- 本町
- 駅前町一丁目・二丁目
- 幸町
- 柳町一丁目・二丁目
- 下石井一丁目・二丁目
- 桑田町

## 主な進学先
- 岡山市立岡山中央中学校

## 通学区域が隣接している学校
- 岡山市立清輝小学校
- 岡山市立鹿田小学校
- 岡山市立石井小学校
- 岡山市立伊島小学校
- 岡山市立御野小学校
- 岡山市立宇野小学校
- 岡山市立三勲小学校
- 岡山市立旭東小学校